# Lake Magaguadavic
Lake Magaguadavic is een meer van 28 km² in de Canadese provincie New Brunswick. Het bevindt zich in het zuidwesten van de provincie, op iets minder dan 18 km van de grens met de Amerikaanse staat Maine. Het meer watert af via de gelijknamige rivier die zuidwaarts stroomt richting de Fundybaai.
De naam van het meer is afkomstig van de inheemse volkeren Maliseet en Passamaquoddyuit. Het betekent 'meer van de alen'.